# Amir Ali Azarpira
Amir Ali Azarpira (en persa: امیرعلی آذرپیرا‎; Teherán, 26 de marzo de 2002) es un deportista iraní que compite en lucha libre. Participó en los Juegos Olímpicos de París 2024, obteniendo una medalla de bronce en la categoría de 97 kg.

## Palmarés internacional
| Juegos Olímpicos | Juegos Olímpicos | Juegos Olímpicos  | Juegos Olímpicos |
| Año              | Lugar            | Medalla           | Categoría        |
| ---------------- | ---------------- | ----------------- | ---------------- |
| 2024             | París (Francia)  | Medalla de bronce | 97 kg            |